# Martiodendron
Genre
Classification phylogénétique
Martiodendron est un genre de plantes à fleurs dicotylédones de la famille des Fabaceae, sous-famille des Caesalpinioideae, originaire d'Amérique du Sud, qui comprend cinq espèces acceptées. 

## Étymologie
Le nom générique, « Martiodendron », est un hommage à Carl Friedrich Philipp von Martius (1794-1868), botaniste et explorateur allemand, spécialiste de la flore du Brésil, avec le suffixe grec, δένδρον (-déndron), « arbre ».

## Liste d'espèces
Selon The Plant List (4 novembre 2018) :
- Martiodendron elatum (Ducke) Gleason
- Martiodendron excelsum (Benth.) Gleason
- Martiodendron fluminense Lombardi
- Martiodendron mediterraneum (Benth.) R.C.Koeppen
- Martiodendron parviflorum (Amshoff) R.C.Koeppen